# Egila
Egila (en llatí Egila), també anomenat a voltes Gila, va ser un bisbe d'Osma, que va ocupar el càrrec entre el 633 i el 656 aproximadament.
És el següent bisbe del que es té constància després de Gregori, de qui es desconeix fins quan va ocupar el càrrec. Probablement va ser consagrat poc abans del 633, perquè va assistir al IV Concili de Toledo, durant el regnat de Sisenand, les actes del qual va signar el darrer, segons l'ordre d'antiguitat de consagració dels bisbes assistents. Segons l'opinió d'Enrique Flórez, Egila va tenir participació directa o indirecta a tots els concilis del IV al X. Va assistir personalment al VI i VII Concilis de Toledo, mentre que al VIII (653) hi va enviar a un prevere anomenat Godescalc, i al X (656), moment en què era el més antic dels bisbes del moment, va signar en nom seu l'abat Argefred. Segurament els darrers anys de mandat es trobava indisposat i va haver d'actuar a través de vicaris; probablement va morir poc després. Hom va afirmar, sense gaire fonament, que havia estat el primer abat del monestir de Sant Benet de Toledo.